# Велижанский, Сергей Константинович
Сергей Константинович Велижанский (укр. Сергій Костянтинович Веліжанський; род. 3 сентября 1960, Успенка, Тюменская область) — украинский политик и предприниматель. Народный депутат Украины. Член партии ВО «Батькивщина». Председатель наблюдательного совета ОАО «Крымжелезобетон». Президент ООО «Золотой символ».

## Биография
В 1977—1978 — сборщик радиоаппаратуры на Симферопольском завода телевизоров Фотон. В 1978—1984 — слушатель подготовительного отделения, студент Севастопольского приборостроительного института. В 1984 году окончил Севастопольский приборостроительный институт по специальности «Судовое силовое оборудование». В 1984—1987 — мастер, заместитель начальника производства Феодосийского завода имени XXVI съезда КПСС. 1987—1989 — заведующий отделом Крымского областного комитета ЛКСМУ. В 1989—1991 — директор ПО «Труд» Крымского ОК ЛКСМУ. 1991—1993 — директор строящегося туркомплекса «Пещера Мраморная». Сентябрь 1993—1997 — председатель Республиканского комитета по делам молодежи АР Крым. 1997—1998 — директор ООО «Предприятие „Інтерпостачання“» (город Симферополь). 1998—2006 — депутат Верховного Совета Автономной Республики Крым. Июнь 1998 — август 2001 — заместитель председателя Совета министров АР Крым. С 2003 — председатель наблюдательного совета ОАО «Крымжелезобетон». Апрель 2006—2007 — депутат Верховной Рады Автономной Республики Крым от «Блока Юлии Тимошенко», глава группы «Процветание в единстве». После аннексии Крыма Россией принял российское гражданство, отошёл от политики и сосредоточился на предпринимательской деятельности.

## Парламентская деятельность
Март 2006 — кандидат в народные депутаты Украины от «Блока Юлии Тимошенко», № 171 в списке. На время выборов: президент компании ООО «Золотой Символ», член партии ВО «Батькивщина».
Народный депутат Украины 6-го созыва с 23 ноября 2007 к 12 декабря 2012 от «Блока Юлии Тимошенко», № 158 в списке. Член партии ВО «Батькивщина». Член фракции «Блок Юлии Тимошенко» (с 23 ноября 2007). Председатель подкомитета по вопросам социальной безопасности Комитета по вопросам национальной безопасности и обороны, член Специальной контрольной комиссии по вопросам приватизации (с 26 декабря 2007). Член Постоянной делегации в Межпарламентской Ассамблее государств — участников Содружества Независимых Государств.

## Ссылка
- справочник" Кто есть кто в Украине", издательство « К. И. С.» Архивная копия от 4 марта 2016 на Wayback Machine
- Верховная Рада Украины 6-го созыва